# Nolan McDonald
Nolan McDonald (* 29. Juli 1977 in Thunder Bay, Ontario) ist ein kanadischer Eishockeytorwart, der seit der Saison 2009/10 bei den Hannover Indians in der 2. Eishockey-Bundesliga unter Vertrag steht.

## Karriere
McDonald verbrachte seine Studienzeit an der University of Vermont, für deren Eishockeymannschaft er am Spielbetrieb der National Collegiate Athletic Association teilnahm. Nach Engagements bei den Olympiques de Hull und den Spokane Chiefs aus den kanadischen Juniorenligen Quebec Major Junior Hockey League und Western Hockey League unterschrieb der Torhüter im Jahr 1997 schließlich seinen ersten Vertrag bei einem Seniorenteam und bestritt die Saison bei den Raleigh IceCaps in der East Coast Hockey League. Die erste Station des Kanadiers in Deutschland war schließlich der Grefrather EV in der Saison 1998/99, für den er zwei Jahre lang zwischen den Pfosten stand.
Nach weiteren Jahren in Nordamerika und einem kurzen Engagement beim schwedischen Zweitligisten Växjö Lakers kehrte der Linksfänger schließlich im Jahr 2002 nach Deutschland zurück, wo er einen Vertrag bei den Landshut Cannibals aus der 2. Bundesliga unterzeichnete. Dort wurde er unter anderem Torhüter der Saison und scheiterte mit dem Team nur knapp im Play-off-Finale.
Während der Saison 2004/05 trennte sich der EV Landshut von Nolan McDonald, der vor dem Ende des Transferzeitraums zu den Straubing Tigers als Stand-By-Goalie wechselte, dort aber nie zum Einsatz kam. Einen Neuanfang machte der Kanadier bei den Lausitzer Füchsen, bei denen er in den Play-downs 2006/07 zum Garanten für den Klassenerhalt avancierte, als er die Mannschaft gegen die Dresdner Eislöwen in der 2. Bundesliga hielt. Auch in der Spielzeit 2007/08 stand Nolan McDonald im Tor der Füchse. Zu dieser Zeit wurde er zusammen mit den Kapitänen in den Mannschaftsrat gewählt. Während der Saison 2008/09 wechselte der Goalie zu den Kassel Huskies in die Deutsche Eishockey Liga. Danach wechselte er in die 2. Eishockey-Bundesliga zum Aufsteiger EC Hannover Indians.
In seiner Heimat Kanada betreibt Nolan McDonald inzwischen eine erfolgreiche Eishockeyschule.